# Фінлі-Пойнт (Монтана)
Фінлі-Пойнт (англ. Finley Point) — переписна місцевість (CDP) в США, в окрузі Лейк штату Монтана. Населення — 532 особи (2020).

## Географія
Фінлі-Пойнт розташоване за координатами 47°45′1″ пн. ш. 114°4′30″ зх. д. / 47.75028° пн. ш. 114.07500° зх. д. (47.750197, -114.075002).  За даними Бюро перепису населення США в 2010 році переписна місцевість мала площу 29,51 км², з яких 11,05 км² — суходіл та 18,46 км² — водойми.

## Демографія
Згідно з переписом 2010 року, у переписній місцевості мешкало 480 осіб у 232 домогосподарствах у складі 147 родин. Густота населення становила 16 осіб/км².  Було 793 помешкання (27/км²).
Расовий склад населення:
| - 80,6 % — білих - 12,3 % — корінних американців - 0,4 % — чорних або афроамериканців |

До двох чи більше рас належало 6,3 %. Частка іспаномовних становила 0,6 % від усіх жителів.
За віковим діапазоном населення розподілялося таким чином: 15,8 % — особи молодші 18 років, 57,7 % — особи у віці 18—64 років, 26,5 % — особи у віці 65 років та старші. Медіана віку мешканця становила 56,1 року. На 100 осіб жіночої статі у переписній місцевості припадало 95,9 чоловіків;  на 100 жінок у віці від 18 років та старших — 98,0 чоловіків також старших 18 років.
Середній дохід на одне домашнє господарство  становив 104 642 долари США (медіана — 56 850), а середній дохід на одну сім'ю — 99 532 долари (медіана — 71 037). 
Цивільне працевлаштоване населення становило 191 осіб. Основні галузі зайнятості: фінанси, страхування та нерухомість — 42,4 %, виробництво — 15,7 %, публічна адміністрація — 13,6 %.